# Villiam Nieminen
Villiam Arvid „Viljami” Nieminen (ur. 29 lutego 1888 w Tampere, zm. 13 kwietnia 1972 tamże) – fiński gimnastyk, olimpijczyk.
Uczestniczył w rywalizacji na V Letnich Igrzyskach olimpijskich rozgrywanych w Sztokholmie w 1912 roku. Startował tam w jednej konkurencji gimnastycznej. W wieloboju indywidualnym, z wynikiem 105,75 punktu, zajął 27. miejsce na 44 startujących zawodników.